# Черноморски фар
„Черноморски фар“ е регионален всекидневник, издаван в Бургас.
Вестникът е от 28 страници и се печата във формат А3. Към петъчния брой излиза в 40 страници, формат А5 и ТВ приложението Черноморски екран.
„Черноморски фар“ е най-старият регионален вестник в България и сред най-влиятелните вестници в Югоизточна България.

## История
Началото на днешния вестник „Черноморски фар“ е през 1920 г., когато излиза първия брой на седмичника за търговия, икономия, стопанство и информация вестник „Фар“, издаден от Американско-българското представителство в Бургас. На 9 април 1924 г. издател на вестника става запасният генерал Йосиф Йосифов. Той променя периодиката и името на медията и новия ежедневник за политика и информация започва да излиза под името „Бургазки фаръ“.